# コンピュータ統合生産

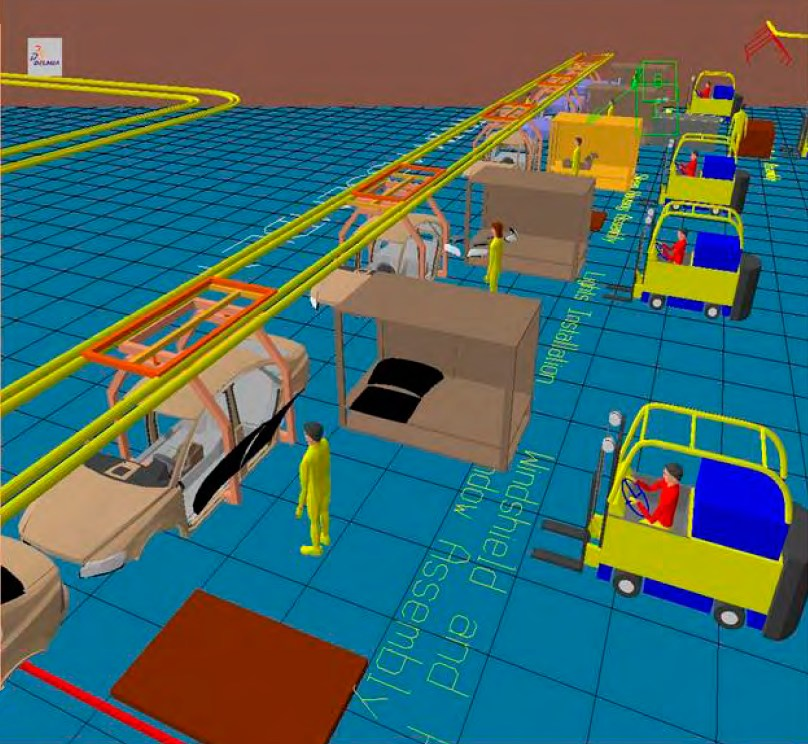
製造システム統合プログラム, NIST (2008年)

コンピュータ統合生産（コンピュータとうごうせいさん、英: computer-integrated manufacturing）とは、製造業で導入されている生産管理システムのこと。英語の頭文字をとってCIMと呼ばれることが多い。
CIMにより実現を狙うことは、製造の現場で発生する各種情報をコンピュータを活用してシステムを構築、統括し、生産性を向上させることである。ここでいう情報とは、主に以下の3つが挙げられる。
- 製造そのものに関する情報
- 技術的な問題に関する情報
- 生産を管理するのに用いられる情報

CIMの考え方が出てきた当初は、製造と販売との間での情報を共有化し、モノを作ってから売るまでの効率化を図ることを目的としていた。
現在はこの考え方がさらに進化し、間接部門全体の連携を視野に入れたシステムによる企業活動の効率化が唱えられている。すなわち、製造のさらに上流側にあたるに調達部門、開発部門、さらに製造と販売の中間に当たる流通部門をも巻き込み、企業活動における上流から下流までの全業務プロセスを管理ならびに情報の共有化による各部門間の連携を行うようなシステムを提供され始めている。
コンピューター、CNC、工場機械、製造ロボット、その他の測定装置間の情報共有は、FMS（en:Flexible manufacturing system）として知られる製造ネットワークを使用して行われます。 ハリー・グナルト（1987年）は、工場のロボットまたはセキュリティ測定デバイスまたはセンサーからの緊急で危険なメッセージが通常のメッセージよりも優先されるようにするには、工場（FMS-柔軟な製造システム）の通信ネットワークプロトコルが必要であると指摘しました。 これらの短くて緊急のメッセージは中断し、管理目的で使用される通常のメッセージよりも迅速な応答を要求します。 